# ده غلوبند (كيسكان)
ده غلوبند (بالفارسية: ده گلوبند) هي قرية تقع في إيران في قسم كيسكان الريفي. يقدر عدد سكانها بـ 122 نسمة بحسب إحصاء 2016.